# Кананга (аэропорт)
Международный аэропорт Кананга (фр. Aéroport de Kananga) (ИАТА: KGA, ИКАО: FZUA) — расположен к северу от одноименного города Кананга, провинция Лулуа, на юго-западе Демократической Республики Конго.